# Horquilla de bicicleta
La horquilla es una pieza de la bicicleta, también presente en las motocicletas formada por el tubo de dirección y unos brazos que sujetan el buje de la rueda delantera. El tubo de dirección de la horquilla sostiene la potencia (que a su vez sujeta el manubrio al tubo frontal del cuadro). El tubo de dirección se coloca en el tubo frontal mediante un conjunto de rodamientos, denominado dirección (en inglés, headset), que permite la articulación de giro de la rueda directriz.

## Bicicleta de carretera
Para bicicletas de carreras el material elegido suele ser el aluminio (aleaciones 6061 o 7005), aunque también abunda la fibra de carbono en bicicletas de gamas superiores. Su tamaño es siempre el preciso para ruedas de 25″ (590 mm/650A) o 27″ (622 mm/700C) y hasta las 26″ (584 mm/650B).
En cuanto a su forma la idea es que cuanto más fina es en la base (parte que sujeta el buje de la rueda) menos vibraciones absorbe. A su vez, cuanto más ancha sea en su parte superior, más sólida y resistente será.
Su principal característica suele ser la genérica del tipo de bicicleta: la ligereza. Se ha de tener en cuenta que este tipo de horquillas no están pensadas para recibir ningún tipo de golpes, ni tan siquiera el de subir un bordillo con la bicicleta.

## Bicicleta de montaña
Para las bicicletas de montaña (bicicleta todo terreno–BTT) las horquillas serán algo más cortas y anchas que las de carretera al estar preparadas generalmente para ruedas de 26″ (559 mm).
La primera distinción importante se refiere al diámetro del tubo de dirección dentro de los que podemos encontrar de 1" (25,4 mm) (dirección de rosca) o de 1 1/8" (28,6 mm) (dirección ahead). El primero es el reservado a las bicicletas más básicas y, según la futura normativa europea, las bicicletas de montaña sólo podrán llevar la segunda (para la homologación).
La segunda distinción importante atañe a si lleva suspensión o no, y de qué tipo, en caso de llevarla.
Las más sencillas son sin suspensión de aluminio o acero normales. Las siguientes son las básicas de muelle sin poderse regular en absoluto y no suelen ser reparables.
A medida que progresamos en las horquillas de suspensión encontramos varios sistemas entre los que destacamos los sistemas de suspensión por aire a presión, aceite o elastómeros. A su vez, las características también varían aunque las más relevantes son la regulación de dureza, el bloqueo de la horquilla o la regulación de rebote.

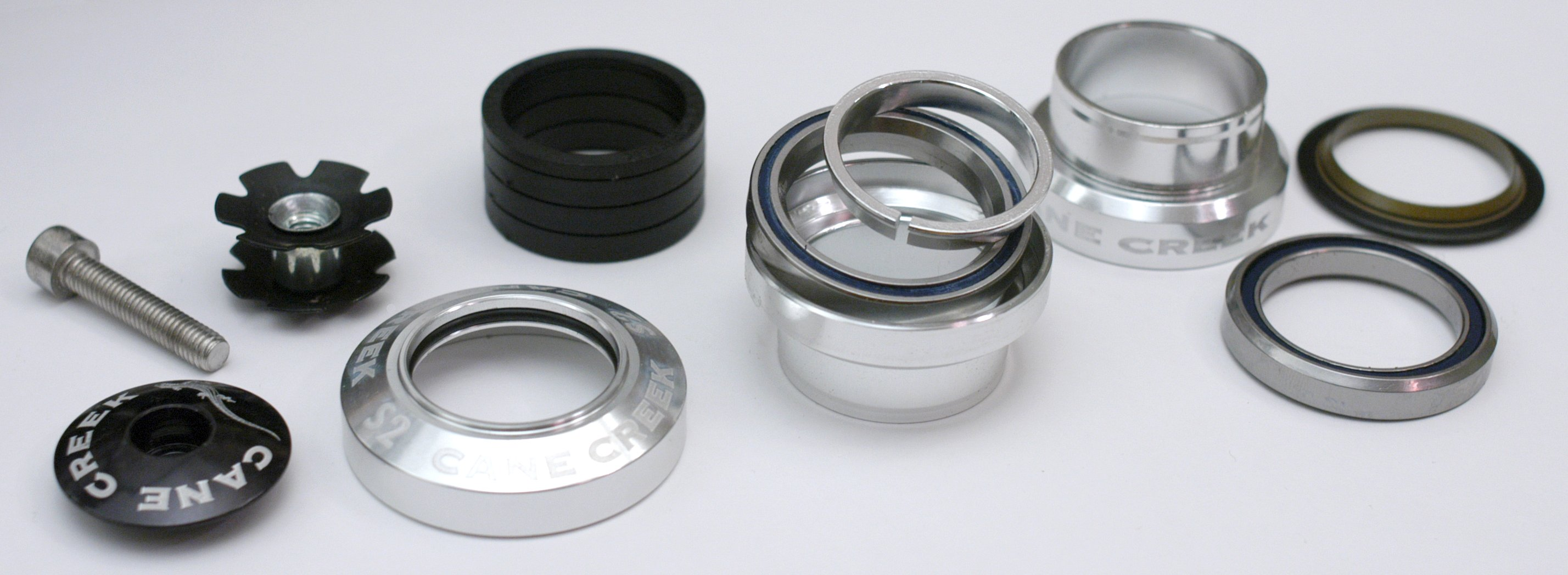
Partes de un conjunto de rodamientos, (denominado dirección) del tubo de dirección de la horquilla antes de su instalación dentro del tubo frontal.

## Bicicleta doméstica
Las bicicletas de uso intermedio (domésticas o de ciudad-campo) pueden variar más aunque se asemejan bastante a las de montaña en sus gamas más sencillas ya que no suelen ser necesarias las elevadas prestaciones dedicadas a las BTT. En este caso los tamaños pueden variar más entre las 26″ (559 mm) de montaña, las 27″ (622 mm/700C) de carretera, o las 28″ (635 mm/700B) de las clásicas, dependiendo de cada modelo o fabricante.

## Final de horquilla
Un extremo de la bifurcación o final de horquilla, es una ranura en un marco de bicicleta o en una horquilla de la bicicleta, donde se sujeta el eje de una rueda. Un desertaje (o dropout, en inglés) es un tipo de final de horquilla que permite que se pueda sacar la rueda trasera, sin necesidad de primero quitar la cadena.